# La notte del poker
La notte del poker è stato un programma televisivo del 2007 andato in onda su Sky Sport e condotto da Andrea Delogu.

## Il programma
Il programma è stato realizzato nel 2007 e ha avuto luogo presso il Casinò di Venezia, nel quale varie persone (professionisti) si sfidavano giocando d'azzardo. Le puntate sono state cinque (ogni puntata ha avuto la durata di due ore) e sono state condotte da Andrea Delogu. Anche molti volti noti del mondo della televisione come ad esempio il cantautore toscano Pupo (ex giocatore d'azzardo) sono entrati nel programma come ospiti.
Le puntate sono state trasmesse dal 7 dicembre all'11 dicembre dello stesso anno. La sigla del programma, intitolata anch'essa La notte del poker, è stata scritta e composta da Pupo.